# 2G (revista)
2G es una revista de arquitectura trimestral publicada por la editorial Gustavo Gili en una edición bilingüe en español e inglés. Su tirada es internacional. Cuenta con un formato de 23 x 30 cm, 144 páginas e ilustraciones en color. Su primer número salió a la venta en 1997. Cada número es un monográfico dedicado a la obra de un solo arquitecto contemporáneo o a un maestro moderno, con excepción de números especiales dedicados a varios arquitectos y obras recientes unidas por un tema en común.

## Números publicados
| Número | Título                                          |
| ------ | ----------------------------------------------- |
| 92     | NP2F                                            |
| 91     | Adamo-Faiden                                    |
| 90     | Johansen Skovsted                               |
| 89     | BAST                                            |
| 88     | Carla Juaçaba                                   |
| 87     | Alejandro de la Sota                            |
| 86     | Arquitectura-G                                  |
| 85     | Leopold Banchini                                |
| 84     | MOS                                             |
| 83     | Smiljan Radic                                   |
| 82     | Ensamble Studio                                 |
| 81     | Brandlhuber +                                   |
| 80     | fala                                            |
| 79     | Muoto                                           |
| 78     | Junya Ishigami                                  |
| 77     | Arrhov Frick                                    |
| 76     | BRUTHER                                         |
| 75     | AMUNT                                           |
| 74     | Harquitectes                                    |
| 73     | Studio Anne Holtrop                             |
| 72     | Carmody Groarke                                 |
| 71     | E2A. Piet Eckert & Wim Eckert                   |
| 70     | Langarita Navarro                               |
| 69     | PRODUCTORA                                      |
| 68     | Christ & Gantenbein                             |
| 67     | Johnston Marklee                                |
| 66     | architecten de vylder vinck taillieu            |
| 65     | Adamo-Faiden                                    |
| 64     | Bak Gordon                                      |
| 63     | OFFICE Kersten Geers David Van Severen          |
| 62     | Stefano Boeri                                   |
| 61     | Pezo Von Ellrichshausen                         |
| 60     | Lacaton & Vassal                                |
| 58/59  | Kazuo Shinohara                                 |
| 57     | njiric+ arhitekti                               |
| 56     | Ábalos+Sentkiewicz                              |
| 55     | Robbrecht en Daem                               |
| 54     | João Vilanova Artigas                           |
| 53     | Cecilia Puga                                    |
| 52b?   | 2G Dossier. Jóvenes arquitectos españoles       |
| 52     | Sauerbruch Hutton                               |
| 51     | MGM Morales Giles Mariscal                      |
| 50     | Sou Fujimoto                                    |
| 48/49  | Mies van der Rohe                               |
| 47     | Paulo David                                     |
| 46     | Tony Fretton Architects                         |
| 45     | Paulo Mendes da Rocha                           |
| 44     | Smiljan Radic                                   |
| 43     | Kazuhiro Kojima                                 |
| 42     | HildundK                                        |
| 41     | Eduardo Arroyo                                  |
| 39/40  | Gerrit Th. Rietveld                             |
| 38     | Ofis arhitekti                                  |
| 37     | Valerio Olgiati                                 |
| 36     | BKK-3                                           |
| 35     | Burkhalter Sumi                                 |
| 34     | Sergison Bates                                  |
| 33     | José Antonio Coderch                            |
| 32     | Carlos Ferrater                                 |
| 31     | Riegler Riewe                                   |
| 28     | Aires Mateus                                    |
| 29/30  | Max Bill. Arquitecto                            |
| 27     | Mansilla + Tuñón Arquitectos                    |
| 26     | Mathias Klotz                                   |
| 25     | Josep Lluís Mateo                               |
| 23/24  | Lina Bo Bardi                                   |
| 22     | Ábalos & Herreros                               |
| 21     | Lacaton & Vassal                                |
| 20     | Arquitectura portuguesa                         |
| 19     | Waro Kishi                                      |
| 18     | Arquitectura y energía                          |
| 17     | Marcel Breuer                                   |
| 16     | Foreign Office Architects                       |
| 15     | Arquitectura italiana de la posguerra 1944-1960 |
| 14     | Construir en las montañas                       |
| 13     | Carlos Jiménez                                  |
| 12     | Craig Ellwood                                   |
| 11     | Baumschlager & Eberle                           |
| 10     | Instant China                                   |
| 09     | Williams Tsien                                  |
| 08     | Arquitectura Latinoamericana                    |
| 07     | R.M. Schindler                                  |
| 06     | Ushida Findlay                                  |
| 05     | Eduardo Souto de Moura                          |
| 04     | Arne Jacobsen                                   |
| 03     | Landscape Architecture                          |
| 02     | Toyo Ito                                        |
| 01     | David Chipperfield                              |

## Países en los que se distribuye
A fecha de marzo de 2011, la revista se distribuía en comercios de los siguientes 41 países:
Europa
- Alemania
- Austria
- Bélgica
- Chipre
- Croacia
- Dinamarca
- Eslovenia
- España
- Finlandia
- Francia
- Grecia
- Irlanda
- Italia
- Noruega
- Países Bajos
- Portugal
- Reino Unido
- Rusia
- Suecia
- Suiza

América
- Argentina
- Brasil
- Canadá
- Chile
- Colombia
- Costa Rica
- El Salvador
- Estados Unidos
- Guatemala
- México
- Paraguay
- Perú
- Puerto Rico
- República Dominicana
- Venezuela

Oceanía
- Australia

Asia
- Corea del Sur
- Indonesia
- Japón
- Líbano
- Singapur